# Максимов, Фёдор Павлович
Фёдор Па́влович Макси́мов (4 [17] июля 1903, село Большенизовцево, Курская губерния — 11 июля 1990, деревня Сухая, Курская область) — новатор и организатор колхозного производства, дважды Герой Социалистического Труда (1948, 1957).

## Биография
Родился 4 (17) июля 1903 года в селе Большенизовцево Рыльского уезда Курской губернии.
Окончил церковно-приходскую школу. Был батраком. В 1926—1928 годах проходил службу в армии.
В 1929—1940 годах работал председателем колхоза имени 1-го Мая, председателем колхоза «Новая жизнь», заведующим производственным участком Рыльской МТС, председателем Артюшковского сельсовета (Рыльский район). В 1940—1941 — председатель колхоза «Красный Октябрь» (Рыльский район).
Участник Великой Отечественной войны: в октябре 1941 — декабре 1942 находился в партизанском отряде на территории оккупированной Курской области. Участвовал в боях с гитлеровцами, в августе 1942 года был контужен.
В 1943—1945 — парторг дивизиона 28-го запасного артиллерийского полка (Брянский, 2-й Прибалтийский и Ленинградский фронты). Участвовал в Брянской операции, боях на витебско-полоцком направлении, Ленинградско-Новгородской, Старорусско-Новоржевской, Режицко-Двинской, Мадонской и Рижской операциях, блокаде курляндской группировки противника.
После войны продолжал службу в армии. С весны 1946 года старший лейтенант Ф. П. Максимов — в запасе. Вернулся в родной колхоз.
В 1946—1970 годах вновь был председателем колхоза «Красный Октябрь». Под его руководством в колхозе ежегодно получали высокие, устойчивые урожаи сельскохозяйственных культур.
За получение в колхозе урожая сахарной свёклы 618 центнеров с гектара на площади 8 гектаров Указом Президиума Верховного Совета СССР от 4 мая 1948 года Максимову Фёдору Павловичу присвоено звание Героя Социалистического Труда с вручением ордена Ленина и золотой медали «Серп и Молот».
К 1957 году численность колхозного стада достигла 1.200 голов крупного рогатого скота, надой от одной коровы составил в среднем 3.850 кг молока, в хозяйстве стало 1.600 свиней. В этом году государству было продано 3.500 центнеров мяса и 11.500 центнеров зерна.
За особые заслуги в развитии сельского хозяйства и достижение высоких показателей по производству сельскохозяйственных продуктов Указом Президиума Верховного Совета СССР от 7 декабря 1957 года Максимов Фёдор Павлович награждён второй золотой медалью «Серп и Молот».
После ухода на пенсию в 1970 году продолжал работать в колхозе «Красный Октябрь»: руководил мелиоративными работами, возглавлял овощеводческую бригаду.
Депутат Верховного Совета СССР 3-го созыва (в 1950—1954 годах), депутат Верховного Совета РСФСР 5-го созыва (в 1959—1963 годах).
Жил в деревне Сухая Рыльского района Курской области. Умер 11 июля 1990 года. Похоронен в деревне Сухая.

## Награды
- Дважды Герой Социалистического Труда:
  - 04.05.1948 — за получение высокого урожая сахарной свёклы
  - 07.12.1957 — за особые заслуги в развитии сельского хозяйства
- орден Ленина (04.05.1948)
- орден Отечественной войны 2-й степени (11.03.1985)
- орден Красной Звезды (20.06.1945)
- орден «Знак Почёта» (23.06.1966)
- медаль «За трудовую доблесть» (25.12.1959)
- другие медали
- Большая золотая медаль ВСХВ
- Малая золотая медаль ВСХВ

## Память
- Бронзовый бюст Ф. П. Максимова установлен в деревне Сухая Рыльского района Курской области[2].
- В Курском областном краеведческом музее собраны материалы о Ф. П. Максимове[3].

## Сочинения
- Максимов Ф. П. Что даёт кукуруза нашему колхозу. — Курск: Кн. изд-во, 1955. — 8 с.
- Максимов Ф. П. К новому подъёму. — Курск: Кн. изд-во, 1958. — 31 с.
- Максимов Ф. П. Хозяева земли. — М.: Сов. Россия, 1964. — 95 с.